# Pocharica dolosa
Pocharica dolosa är en insektsart som beskrevs av Melichar 1898. Pocharica dolosa ingår i släktet Pocharica och familjen Ricaniidae. Inga underarter finns listade i Catalogue of Life.